# Poisy
Poisy este o comună în departamentul Haute-Savoie din sud-estul Franței. În 2009 avea o populație de 6.514 de locuitori.

## Evoluția populației
| An        | 1975  | 1982  | 1990  | 1999  | 2006  | 2009  |
| --------- | ----- | ----- | ----- | ----- | ----- | ----- |
| Populație | 2.407 | 2.902 | 4.316 | 5.487 | 6.221 | 6.514 |